# Sheila Carey

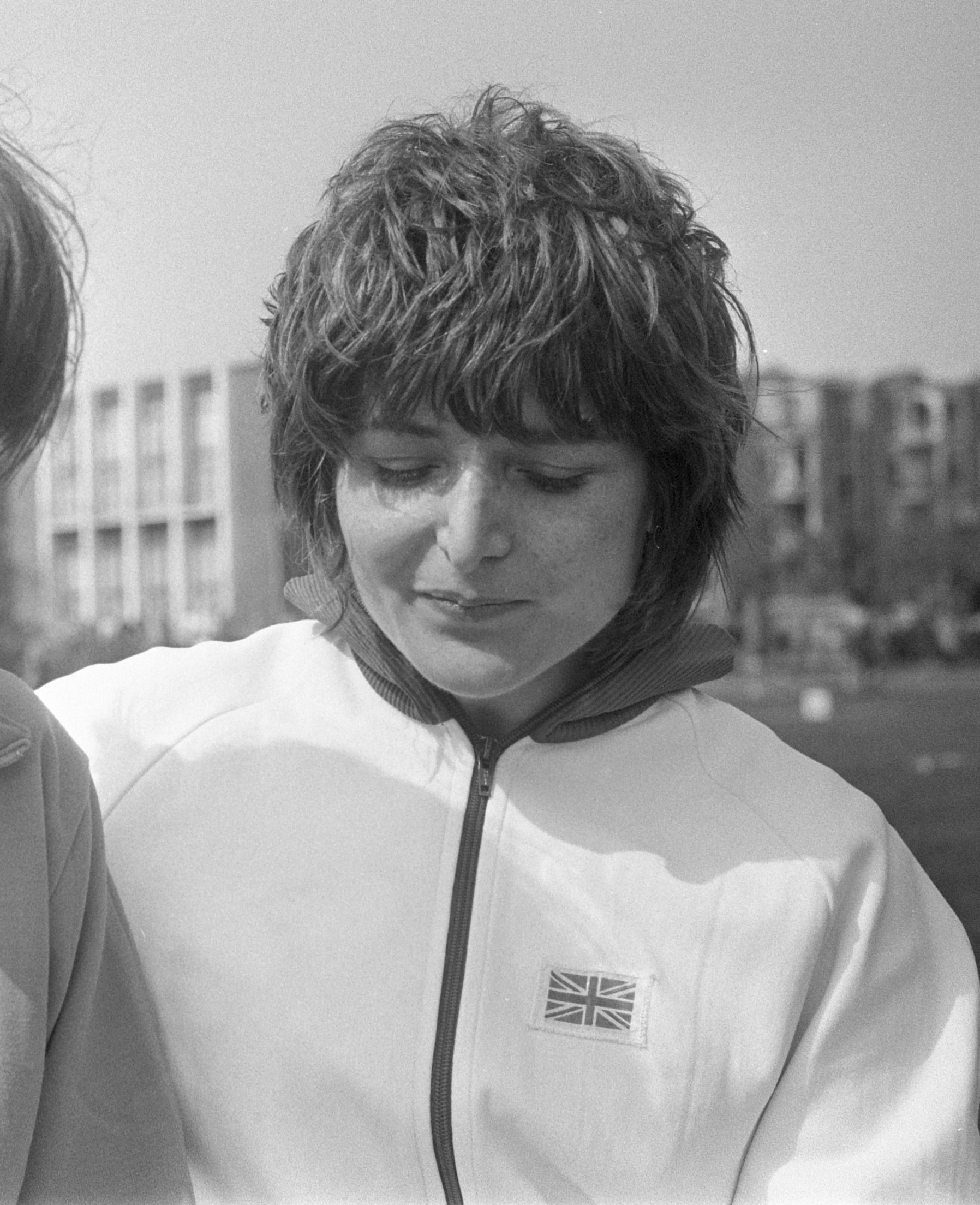
Sheila Carey, 1970

Sheila Janet Carey (geb. Taylor, * 12. August 1946 in Coventry) ist eine ehemalige britische Mittelstreckenläuferin.
Bei den Olympischen Spielen 1968 in Mexiko-Stadt wurde sie über 800 m Vierte in 2:03,8 min, mit 1,2 s Rückstand auf die Bronzemedaillengewinnerin Maria Gommers.
1970 wurde sie bei den British Commonwealth Games in Edinburgh für England startend Achte über 800 m. Im Jahr darauf kam sie bei den Leichtathletik-Europameisterschaften 1971 in Helsinki über 1500 m auf den elften Platz.
Bei den Olympischen Spielen 1972 in München wurde sie über 1500 m Fünfte. Mit ihrer Zeit von 4:04,81 min blieb sie unter dem Weltrekord, den Ljudmila Bragina, die in 4:01,38 min siegte, im Halbfinale aufgestellt hatte.
1974 schied sie bei den British Commonwealth Games in Christchurch über 800 m im Vorlauf aus und wurde Elfte über 1500 m.
1970 wurde sie Englische Meisterin über 800 m, 1967 sowie 1969 Englische Hallenmeisterin über 880 Yards bzw. 800 m und 1972 Schottische Meisterin über 800 m.

## Persönliche Bestzeiten
- 800 m: 2:02,9 min, 10. September 1971, London
- 1500 m: 4:04,81 min, 9. September 1972, München
- 1 Meile: 4:37,16 min, 14. September 1973, London